# El Aguacate, Zapotlanejo
El Aguacate är en ort i Mexiko.   Den ligger i kommunen Zapotlanejo och delstaten Jalisco, i den centrala delen av landet, 400 km väster om huvudstaden Mexico City. El Aguacate ligger 1 565 meter över havet och antalet invånare är 337.
Terrängen runt El Aguacate är kuperad norrut, men söderut är den platt. Runt El Aguacate är det ganska tätbefolkat, med 96 invånare per kvadratkilometer. Närmaste större samhälle är Guadalajara, 19,5 km väster om El Aguacate. Omgivningarna runt El Aguacate är en mosaik av jordbruksmark och naturlig växtlighet.